# 아네테 스퇴벨베크
아네테 스퇴벨베크(덴마크어: Anette Støvelbæk, 1969년 1월 30일 ~ )는 덴마크의 배우이다.

## 출연 작품
- The Bank (2000)
- Italian for Beginners (2000)
- Someone like Hodder (2003)
- Remix (2008)
- Welcome to Park Road (2009-2010)
- Itsi Bitsi (2014)